# 吉川村 (新潟県中頸城郡)
吉川村（よしかわむら）は、かつて新潟県中頸城郡にあった村。

## 沿革
- 1901年（明治34年）11月1日 - 中頸城郡上吉川村（一部）、中吉川村、大出口村が合併し、吉川村が発足。
- 1955年（昭和30年）3月31日 - 中頸城郡源村、旭村（一部）と合併し、町制施行して吉川町となり消滅。